# Józefów (powiat chełmski)
Józefów – wieś w Polsce położona w województwie lubelskim, w powiecie chełmskim, w gminie Dubienka.
| SIMC    | Nazwa  | Rodzaj  |
| ------- | ------ | ------- |
| 0103190 | Tursko | kolonia |

W latach 1975–1998 miejscowość należała administracyjnie do województwa chełmskiego. 
Wieś stanowi sołectwo gminy Dubienka. Według Narodowego Spisu Powszechnego (III 2011 r.) liczyła 19 mieszkańców i była piętnastą co do wielkości miejscowością gminy.
W skład Józefowa wchodzi kolonia Tursko.
Wierni Kościoła rzymskokatolickiego należą do parafii Trójcy Przenajświętszej w Dubience.